# شيريل لين
شيريل لين (بالإنجليزية: Cheryl Lynn)‏ هي مغنية أمريكية، ولدت في 11 مارس 1957 في لوس أنجلوس في الولايات المتحدة.

## وصلات خارجية
- الموقع الرسمي
- شيريل لين على موقع IMDb (الإنجليزية)
- شيريل لين على موقع ميوزك برينز (الإنجليزية)
- شيريل لين على موقع إن إن دي بي (الإنجليزية)
- شيريل لين على موقع أول ميوزيك (الإنجليزية)
- شيريل لين على موقع ديسكوغز (الإنجليزية)